# Thornberry (Oregon)
Thornberry (korábban Grebe) az Amerikai Egyesült Államok északnyugati részén, Oregon állam Sherman megyéjében elhelyezkedő kísértetváros.
Az 1916-ban alapított település névadója Harvey B. Thornberry, a posta második, 1919 januárjában kinevezett vezetője.

## Fordítás
- Ez a szócikk részben vagy egészben  a   Thornberry, Oregon című angol Wikipédia-szócikk ezen változatának fordításán alapul.  Az eredeti cikk szerkesztőit annak laptörténete sorolja fel. Ez a jelzés csupán a megfogalmazás eredetét és a szerzői jogokat jelzi, nem szolgál a cikkben szereplő információk forrásmegjelöléseként.